# Freycinetia rubripedata
Freycinetia rubripedata är en enhjärtbladig växtart som beskrevs av Huynh. Freycinetia rubripedata ingår i släktet Freycinetia och familjen Pandanaceae.
Artens utbredningsområde är Papua Nya Guinea. Inga underarter finns listade.